# Mary Langan
Mary Langan RJM é uma freira católica irlandesa que trabalha no Paquistão desde 1983. Em 2013, ela foi premiada com o Tamgha-e-Quaid-e-Azam pelo Governo do Paquistão, conferido a ela pelo Presidente Asif Ali Zardari pelos seus serviços no campo da educação.

## Vida pregressa
Langan nasceu na Irlanda em 17 de junho de 1948. Os seus pais eram Michael Langan, um empreiteiro, e Marian. Ela estudou com as Irmãs de Jesus e Maria no internato em Gortnor Abbey, Crossmolina, County Mayo. Em 1969, ela juntou-se à Congregação de Jesus e Maria em preparação para a vida religiosa.

## Trabalho no Paquistão
Ela chegou ao Paquistão em 1983 e passou os primeiros seis anos em Sialkot, ensinando no Convento de Jesus e Maria. Ela depois mudou-se para o Convento de Jesus e Maria, Karachi, terminando como diretora da escola.
Ela também ensinou liturgia para crianças e as preparou para a Confirmação no Centro Catequético, ensinou no Instituto de Educação Notre Dame e enfermeiras do Hospital da Sagrada Família. Ela actuou no Conselho Católico de Educação de Karachi e no Conselho Paroquial de Santo António.
Em abril de 2018, o ministro-chefe do Sindh, Murad Ali Shah, fez a inauguração do novo campus da Escola Convento de Jesus e Maria em Clifton Polo Ground. Ele elogiou Langan e a diretora, a Irmã Berchmans Conway, e a sua equipa por manterem os altos padrões educacionais na escola.

## Jubileu de Ouro
Em 24 de abril de 2019, ela celebrou o jubileu de ouro da sua pertença à Congregação de Jesus e Maria. As celebrações começaram com a missa na igreja de Santo António concelebrada por Sua Eminência Joseph Coutts, Arcebispo de Karachi, Sua Graça Benedict Travas, Bispo de Multan, e vários padres.
 